# The American Heart Journal
The American Heart Journal is een internationaal peer-reviewed wetenschappelijk tijdschrift op het gebied van de cardiologie. Het wordt uitgegeven door Elsevier onder het merk Mosby, namens de American Heart Association. Het tijdschrift is opgericht in 1925. De eerste hoofdredacteur was Lewis A. Conner.